# Michel Campeau
Pour les articles homonymes, voir Campeau.
Michel Campeau, né le 16 mars 1948 à Montréal, est un photographe et collectionneur canadien. Il est membre du Groupe d'action photographique (GAP) avec Claire Beaugrand-Champagne, Gabor Szilasi, Roger Charbonneau et Pierre Gaudard. Il se passionne pour la chambre noire et le procédé argentique. Il se refuse à utiliser des appareils numériques, bien qu'une partie de son travail soit, en soi, numérique (numérisation de diapositives et impressions). Il vit et travaille à Montréal. 

## Biographie
Michel Campeau naît à Montréal le 16 mars 1948. En 1971, il est l'un des membres cofondateurs du  Groupe d'action photographique (GAP). Il prend part à la réalisation de Disraeli : une expérience humaine en photographie entre 1972 et 1974. Ce projet social dépeint la vie d'une collectivité rurale des Cantons de l'Est. Il reçoit en 1994 le Prix Higashikawa. En 2009, il recevait la Bourse de carrière Jean-Paul Riopelle octroyée par le Conseil des arts et des lettres du Québec. Il expose en 2010 aux Rencontres d'Arles. La même année, il est récipiendaire du prix du duc et de la duchesse d'York décerné par le Conseil des arts du Canada. Le Musée Nicéphore-Niépce présente en 2012 l'exposition Dans la chambre noire. Le Musée McCord organise en 2018 l'exposition Michel Campeau - Avant le numérique, une grande exposition mariant plusieurs thèmes. À l'été 2019, Campeau présente l'exposition « The Donkey that became a Zebra: Darkroom Stories » à Francfort-sur-le-Main au Fotografie Forum.
L’artiste est représenté par la Galerie Simon Blais à Montréal. 

## Expositions
- 1988 : Les tremblements du cœur, Centre VU, Québec.
- 1996 : Les images volubiles – Travaux photographiques, 1971-1996, Musée canadien de la photographie contemporaine.
- 2004 : Arborescences – Beauté et paradoxes[7], Plein sud, Centre d’exposition en art actuel à Longueuil.
- 2010 : Rencontres d'Arles.
- 2011 : Michel Campeau – Darkroom, Ffotogallery de Cardiff, Pays de Galles.
- 2011 : Michel Campeau – Darkroom, Galeries Robert Morat de Hambourg et Berlin.
- 2012 : Dans la chambre noire,  Musée Nicéphore-Niépce, Chalon-sur-Saône.
- 2015 : Qu’est-ce que la photographie ?, Centre Pompidou, Paris.
- 2018 : Michel Campeau - Avant le numérique, Musée McCord, Montréal[5]
- 2019 : The Donkey that became a Zebra: Darkroom Stories, Fotografie Forum, Francfort-sur-le-Main.

## Honneurs
- 1994 : Prix Higashikawa
- 2009 : Bourse de carrière Jean-Paul Riopelle octroyée par le Conseil des arts et des lettres du Québec.
- 2010 : Prix du duc et de la duchesse d'York décerné par le Conseil des arts du Canada.

## Musées et collections publiques
- Musée national des beaux-arts du Québec[8]
- Musée McCord[5]
- Musée des beaux-arts du Canada[9]
- Galerie Simon Blais[4]

## Citation
« J’ai essayé de rester proche de la photographie comme expérience instinctive, jazzée. C’est cette dimension de l’improvisation qui m’a attiré vers l’art et la photographie. » 

## Publications
- Les images volubiles, Musée canadien de la photographie contemporaine, Ottawa, 1997[10].
- ... si je mens, j'riai en enfer!, Les 400 Coups, Terrebonne, 1997[11].
- Territoires, Les 400 Coups, 2007.  (ISBN 978-2895402664)[12]
- Rudolphe Edse; Une autobiographie involontaire, Éditions Loco en coédition avec le Musée McCord, 2018.  (ISBN 978-2-919507-80-1)
- The Donkey that Became a Zebra: Darkroom Stories, Éditions Loco, Paris/MCÉ, Montréal ; juillet 2019.  (ISBN 978-2-84314-013-6)